# Hadewijch

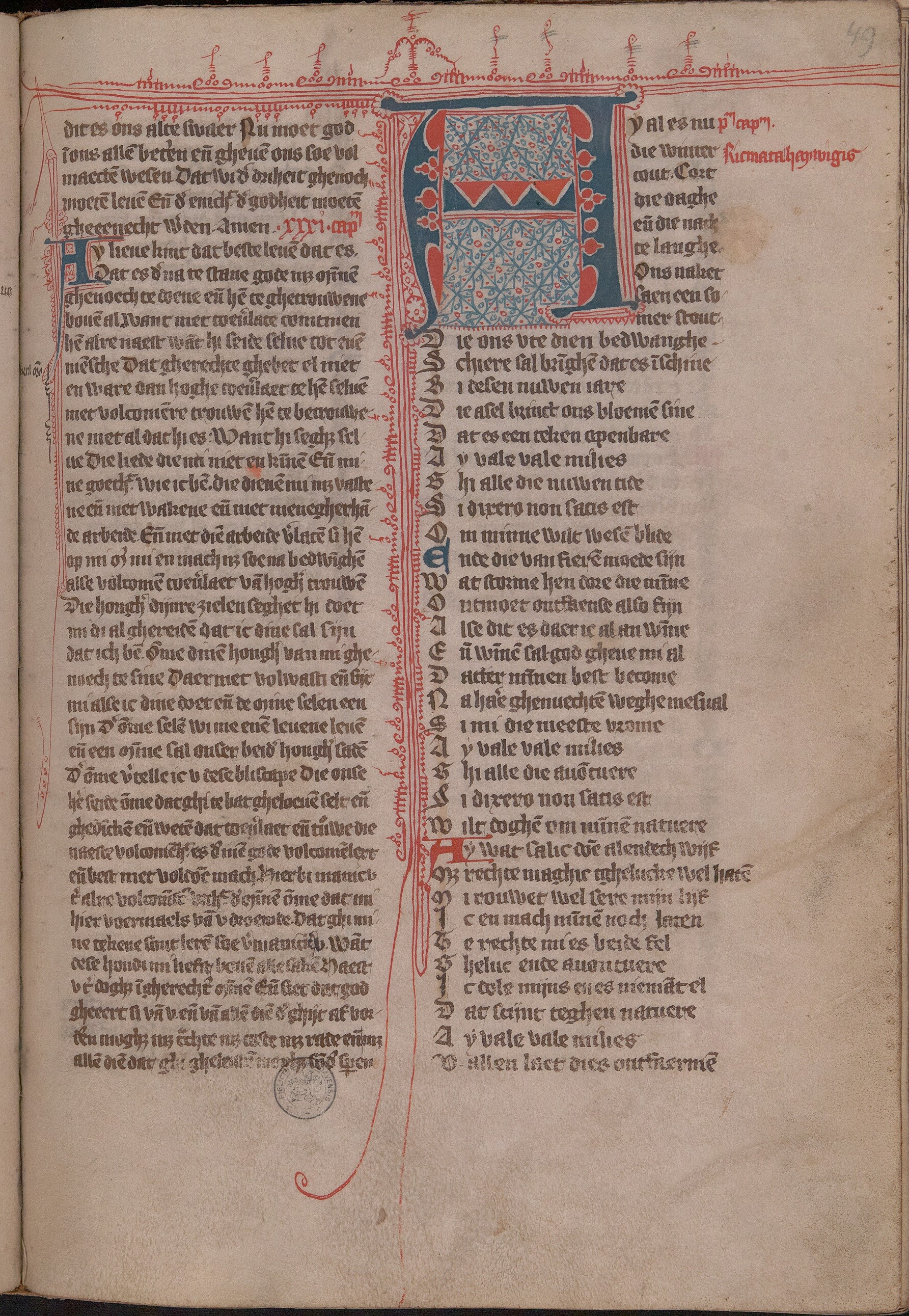
Ein Gedicht von Hadewijch

Hadewijch war eine in Brabant lebende und wirkende Mystikerin, die ihre Werke (Gedichte, Visionen, Briefe) wahrscheinlich um die Mitte des 13. Jahrhunderts schrieb und als eine der bedeutendsten Autorinnen in mittelniederländischer Sprache gilt. Zentraler Begriff in ihrem Werk ist die Minne, aufgefasst als mystische Liebe zwischen Gott und Mensch. Sie wirkte ein auf Jan van Ruusbroec.

## Leben
Über ihr Leben ist sehr wenig bekannt. Es gibt keine Biographie, einzige Quelle sind ihre überlieferten Werke. Man nimmt an, dass sie einer Beginengemeinschaft vorstand oder zumindest ihre Schriften an einen Kreis von Beginen richtete. Aus ihren Werken spricht eine Kenntnis der lateinischen Sprache und aus ihren Liedern Vertrautheit mit der Kunst des Minnesangs.

## Schriften
Das überlieferte Werk besteht aus 31 Briefen, einer Gedichtsammlung mit 16 authentischen Gedichten (von den 29 „vermischten Gedichte“ gelten die Gedichte 17 bis 29 sicher als unecht), 45 strophischen Liedern, 14 Visionen, und der an die Visionen angehängten „Liste der Vollkommenen“.

## Ausgaben
- Visionen aus dem Flämischen übertragen von Friedrich Markus Huebner, Insel-Bücherei Nr. 207, Leipzig 1916 (DNB 580062430)
- Die Werke der Hadewych (Hrsg./Übers. Joseph Otto Plassmann), Hagen i.W. / Darmstadt 1923
- De Visioenen van Hadewych (Hrsg. Jozef van Mierlo), 2 Bände, Leuven 1924/1925
- Strofische Gedichten (Hrsg. Jozef van Mierlo), 2 Bände, Antwerpen 1942
- Brieven (Hrsg. Jozef van Mierlo), 2 Bände, Antwerpen 1947
- Mengeldichten (Hrsg. Jozef van Mierlo), Antwerpen 1952
- Hadewijch. Das Buch der Visionen (Hrsg./Übers. Gerald Hofmann) (Mystik in Geschichte und Gegenwart, I, 12/13), 2 Teile, Stuttgart-Bad Cannstatt 1998
- Buch der Briefe (Hrsg./Übers. Gerald Hofmann), St. Ottilien 2010
- Hadewijch: Lieder. Originaltext, Kommentar, Übersetzung und Melodien (Hrsg. Veerle Fraeters / Frank Willaert / Louis Peter Grijp; Übers. Rita Schlusemann), Berlin: de Gruyter 2016, ISBN 978-3-05-005671-5

## Hörspielbearbeitung
- Die Mediävistin Hildegard Elisabeth Keller integrierte Hadewijch als eine von fünf weiblichen Hauptfiguren in die Trilogie des Zeitlosen, die Ende September 2011 erschienen ist. Ausgewählte Passagen aus Hadewijchs Briefen und Visionen sind in das Hörspiel Der Ozean im Fingerhut eingegangen. In der fiktiven Begegnung unterhält sich Hadewijch mit Hildegard von Bingen (sie ist in Hadewijchs „Liste der Vollkommenen“ aufgeführt), Mechthild von Magdeburg und Etty Hillesum.

## Nachweise
1. ↑  Frank Willaert: Artikel Hadewijch im Digitaal Vrouwenlexicon van Nederland (DVN)

| Personendaten    | Personendaten                                        |
| ---------------- | ---------------------------------------------------- |
| NAME             | Hadewijch                                            |
| ALTERNATIVNAMEN  | Hadewych; Hadwij; Hadewijck; Hadewich; Hadwig        |
| KURZBESCHREIBUNG | Mystikerin, Dichterin mittelniederländischer Sprache |
| GEBURTSDATUM     | 12. Jahrhundert oder 13. Jahrhundert                 |
| GEBURTSORT       | unsicher: Antwerpen                                  |
| STERBEDATUM      | 13. Jahrhundert oder 14. Jahrhundert                 |